# Gideon S. Ives
Gideon Spraugue Ives (* 19. Januar 1846 in Dickinson, Franklin County, New York; † 20. Dezember 1927 in Saint Paul, Minnesota) war ein US-amerikanischer Politiker. Zwischen 1891 und 1893 war er Vizegouverneur des Bundesstaates Minnesota.

## Werdegang
Gideon Ives besuchte die öffentlichen Schulen seiner Heimat. Nach einem anschließenden Jurastudium und seiner Zulassung als Rechtsanwalt begann er in diesem Beruf zu arbeiten. Während der letzten Jahre des Bürgerkrieges diente er im Heer der Union. Ab 1871 war er in Minnesota ansässig, wo er in St. Peter einige lokale Ämter bekleidete. Unter anderem war er auch juristischer Vertreter dieser Gemeinde. Politisch gehörte er der Republikanischen Partei an. Von 1874 bis 1878 fungierte er als Bezirksstaatsanwalt im Nicollet County. Zwischen 1887 und 1890 saß er im Senat von Minnesota, wo er mehreren Ausschüssen angehörte und zwischenzeitlich das Amt des President Pro Tempore bekleidete.
1890 wurde Ives an der Seite von William Rush Merriam zum Vizegouverneur von Minnesota gewählt. Dieses Amt hatte er zwischen 1891 und 1893 inne. Dabei war er Stellvertreter des Gouverneurs und offizieller Vorsitzender des Staatssenats. Er war Mitglied mehrerer Organisationen und Vereinigungen und der Freimaurer. Gideon Ives war mit Mary Elizabeth Swift verheiratet, der Tochter des früheren Gouverneurs Henry Adoniram Swift. Er starb am 20. Dezember 1927 in Saint Paul.